# Liste der Kapellen im Bistum Aachen – Region Heinsberg
Die Liste der Kapellen im Bistum Aachen - Region Heinsberg listet die pfarrgebundenen und Privatkapellen auf, die im Bereich der GdG Heinsberg/Waldfeucht, GdG Heinsberg-Oberbruch, GdG Wegberg, GdG Wassenberg, GdG Hückelhoven, GdG Erkelenz, GdG St. Bonifatius, Geilenkirchen, GdG Gangelt, GdG St. Servatius, Selfkant und GdG Übach-Palenberg im Bistum Aachen stehen. Die betreffenden Pfarren sind in der Liste der Kirchen im Bistum Aachen – Region Heinsberg einsortiert.

## Liste
| Bild | Name                                    | Ort                          | Pfarrei                                             | Gemeinschaft der Gemeinden    | Baudaten |
| ---- | --------------------------------------- | ---------------------------- | --------------------------------------------------- | ----------------------------- | --- |
|      | Leonhards-Kapelle                       | Erkelenz                     |                                                     |                               | 1645 säkularisiert |
|      | Muttergotteskapelle                     | Erkelenz                     | Christkönig, Erkelenz                               |                               | 1991/1992 |
|      | Schächerhäuschen                        | Erkelenz                     | Christkönig, Erkelenz                               |                               | 1715 |
|      | Muttergottes-Kapelle                    | Erkelenz-Bellinghoven        | Christkönig, Erkelenz                               |                               | 1824 |
|      | St. Josef                               | Erkelenz-Berverath           |                                                     | Erkelenz                      | 1909–1912; Kapelle wurde am 21. November 2021 profaniert, aber ein Abriss wird noch nicht erwogen. Sollte Berverath bestehen bleiben, dann könnte diese Kapelle als Begegnungsstätte genutzt werden. |
|      | St. Martinus                            | Erkelenz-Borschemich (neu)   | Christkönig, Erkelenz                               | Erkelenz                      | 2013–2015 |
|      | Marienkapelle                           | Erkelenz-Commerden           | Christkönig, Erkelenz                               |                               | um 1880 |
|      | Kapelle zur schmerzhaften Mutter Gottes | Erkelenz-Golkrath            | Christkönig, Erkelenz                               |                               | um 1960 |
|      | Marien-Kapelle                          | Erkelenz-Houverath           | Christkönig, Erkelenz                               |                               | um 1921 |
|      | St. Lambertus                           | Erkelenz-Immerath (neu)      | Christkönig, Erkelenz                               | Erkelenz                      | 2013–2015 |
|      | Wendelinuskapelle                       | Erkelenz-Kaulhausen          | Christkönig, Erkelenz vormals St. Valentin, Venrath | Erkelenz                      | 1908 |
|      | Barbara-Kapelle                         | Erkelenz-Kleinbouslar        | Christkönig, Erkelenz                               | Erkelenz                      | 1860 |
|      | Gedächtnis-Kapelle                      | Erkelenz-Kückhoven           |                                                     |                               | 20. Jh.; gewidmet den Toten beider Weltkriege |
|      | Kapelle am Gasberg                      | Erkelenz-Lövenich            |                                                     |                               | 1880/1881; Kapelle des St.-Josef-Kranken- und Waisenhauses des Cellitinnenordens |
|      | Kapelle am Stettener Berg               | Erkelenz-Lövenich            |                                                     |                               | 19. Jh. |
|      | St. Antonius von Padua-Kapelle          | Erkelenz-Lövenich            |                                                     |                               | |
|      | Altenheim-Kapelle                       | Erkelenz-Lövenich            |                                                     |                               | |
|      | Josefs-Kapelle                          | Erkelenz-Matzerath           | Christkönig, Erkelenz                               | Erkelenz                      | 1694 |
|      | Kapelle zur Hl. Familie                 | Erkelenz-Oerath              | Christkönig, Erkelenz                               | Erkelenz                      | 1931 |
|      | Rochus-Kapelle                          | Erkelenz-Oerath              | Christkönig, Erkelenz                               | Erkelenz                      | 1986/1988 |
|      | Kapelle zu Ehren Karls des Großen       | Erkelenz-Oestrich            | Christkönig, Erkelenz                               | Erkelenz                      | 1844 |
|      | Luzia-Kapelle                           | Erkelenz-Terheeg             | Christkönig, Erkelenz                               | Erkelenz                      | 1957 |
|      | Jakobus-Kapelle                         | Erkelenz-Wockerath           | Christkönig, Erkelenz                               | Erkelenz                      | 1609 |
|      | Maria-Hilf-Kapelle                      | Gangelt                      |                                                     |                               | 1908 |
|      | Privatkapelle Rongen                    | Gangelt                      |                                                     |                               | 1997 |
|      | Kapelle Kleiner Pley                    | Gangelt-Birgden              | St. Urban, Birgden                                  | Gangelt                       | 1971 |
|      | Betkapelle                              | Gangelt-Birgden              | St. Urban, Birgden                                  | Gangelt                       | 19. Jh. |
|      | Marienkapelle Großer Pley               | Gangelt-Birgden              | St. Urban, Birgden                                  | Gangelt                       | 1989 |
|      | Raphael- und Tobias-Kapelle             | Gangelt-Birgden              |                                                     |                               | 1971 |
|      | Gedenkstätte                            | Gangelt-Breberen             | St. Maternus, Breberen                              | Gangelt                       | 1980 |
|      | Dorfkapelle                             | Gangelt-Breberen             | St. Maternus, Breberen                              | Gangelt                       | 20. Jh. |
|      | Andachtskapelle                         | Gangelt-Broichhoven          | St. Maternus, Breberen                              | Gangelt                       | 1959 |
|      | Spielplatzkapelle                       | Ganglet-Brüxgen              | St. Maternus, Breberen                              | Gangelt                       | 20. Jh. |
|      | Sportplatz-Kapelle                      | Gangelt-Buscherheide         | St. Maternus, Breberen                              | Gangelt                       | 20. Jh. |
|      | Ortskapelle                             | Gangelt-Buscherheide         | St. Maternus, Breberen                              | Gangelt                       | 19. Jh. |
|      | Wegekapelle                             | Gangelt-Harzelt              | St. Mariä Empfängnis, Langbroich                    | Gangelt                       | 20. Jh. |
|      | Friedhofskapelle                        | Gangelt-Hastenrath           | St. Josef, Hastenrath                               | Gangelt                       | 20. Jh. |
|      | Ortskapelle                             | Gangelt-Hastenrath           | St. Josef Hastenrath                                | Gangelt                       | 19. Jh. |
|      | Marienkapelle                           | Gangelt-Hastenrath           | St. Josef Hastenrath                                | Gangelt                       | Privatkapelle; 1997 |
|      | Friedenskapelle                         | Gangelt-Hohenbusch           | Hl. Dreifaltigkeit, Stahe                           | Gangelt                       | 2002 |
|      | Ortskapelle                             | Gangelt-Kievelberg           | St. Josef Hastenrath                                | Gangelt                       | 1880 |
|      | Marienkapelle                           | Gangelt-Kievelberg           |                                                     |                               | 1954 |
|      | Friedhofsmauer-Kapelle                  | Gangelt-Langbroich           | St. Mariä Empfängnis, Langbroich                    | Gangelt                       | 20. Jh. |
|      | Kapelle im Winkel                       | Gangelt-Langbroich           | St. Mariä Empfängnis Langbroich                     | Gangelt                       | um 1900 |
|      | Gedächtnis-Kapelle                      | Gangelt-Langbroich           | St. Mariä Empfängnis, Langbroich                    | Gangelt                       | 1948 |
|      | Ortskapelle                             | Gangelt-Nachbarheid          | St. Maternus, Breberen                              | Gangelt                       | 19. Jh. |
|      | Wegekapelle                             | Gangelt-Niederbusch          | Hl. Dreifaltigkeit, Stahe                           | Gangelt                       | 19. Jh. |
|      | Ortskapelle                             | Gangelt-Niederbusch          | Hl. Dreifaltigkeit, Stahe                           | Gangelt                       | 1994 |
|      | Feldkapelle                             | Gangelt-Schümm               |                                                     |                               | Privatkapelle 1953 |
|      | Ortskapelle                             | Gangelt-Schümm               | St. Maternus, Breberen                              | Gangelt                       | |
|      | Wegekapelle                             | Gangelt-Stahe                | Hl. Dreifaltigkeit, Stahe                           | Gangelt                       | um 1900 |
|      | Rodebach-Kapelle                        | Gangelt-Stahe                |                                                     |                               | 1994 |
|      | Wegekapelle                             | Gangelt-Vinteln              | St. Nikolaus, Gangelt                               | Gangelt                       | 1880 |
|      | Krankenhauskapelle Herz Jesu            | Geilenkirchen                | St. Mariä Himmelfahrt, Geilenkirchen                | St. Bonifatius, Geilenkirchen | 2. Hälfte 19. Jh. |
|      | Franziskus-Kapelle                      | Geilenkirchen                | St. Marien, Geilenkirchen                           | St. Bonifatius, Geilenkirchen | 20. Jh. |
|      | Marienkapelle Stumpf                    | Geilenkirchen                |                                                     |                               | 2011 |
|      | Kunigunden-Kapelle                      | Geilenkirchen-Bauchem        |                                                     |                               | 2012 |
|      | Marien- und Hubertuskapelle             | Geilenkirchen-Beeck          | St. Gereon, Würm                                    | St. Bonifatius Geilenkirchen  | 1985 |
|      | Kapelle am Gillrather Hof               | Geilenkirchen-Gillrath       | St. Marien, Gillrath                                | St. Bonifatius, Geilenkirchen | 1890 |
|      | Kapelle Maria am Wege                   | Geilenkirchen-Gillrath       | St. Marien, Gillrat                                 | St. Bonifatius, Geilenkirchen | 2001 |
|      | Kreuzkapelle                            | Geilenkirchen-Hatterath      | St. Marien, Gillrath                                | St. Bonifatius, Geilenkirchen | 1733 |
|      | Dorfkapelle Hatterath                   | Geilenkirchen-Hatterath      | St. Marien, Gillrath                                | St. Bonifatius, Geilenkirchen | 1908 |
|      | Peter-und-Paul-Kapelle                  | Geilenkirchen-Hatterath      | St. Marien, Gillrath                                | St. Bonifatius, Geilenkirchen | 2012 |
|      | Katharina-Kapelle                       | Geilenkirchen-Hochheid       | St. Anna, Tripsrath                                 | St. Bonifatius, Geilenkirchen | 1995 |
|      | Herz-Jesu-Kapelle                       | Geilenkirchen-Hoven          | St. Gertrud, Kraudorf                               | St. Bonifatius, Geilenkirchen | 2010 |
|      | Alte Herz-Jesu-Kapelle                  | Geilenkirchen-Hoven          |                                                     |                               | 1930 |
|      | Kapelle Loherhof                        | Geilenkirchen-Hünshoven      |                                                     |                               | Privatkapelle; 2016 |
|      | Marienkapelle                           | Geilenkirchen-Lindern        | St. Johann Baptist, Lindern                         | St. Bonifatius, Geilenkirchen | 1973 |
|      | Lambertus-Kapelle                       | Geilenkirchen-Niederheid     | St. Marien, Geilenkirchen                           | St. Bonifatius, Geilenkirchen | 1905 |
|      | Muttergotteskapelle                     | Geilenkirchen-Nierstraß      | St. Mariä Namen, Gillrath                           | St. Bonifatius, Geilenkirchen | 1975 |
|      | Kapelle zur Schmerzhaften Mutter Maria  | Geilenkirchen-Nirm-Kraudorf  |                                                     |                               | 19. Jh. |
|      | Wegekapelle                             | Geilenkirchen-Panneschopp    | St. Marien, Gillrath                                | St. Bonifatius, Geilenkirchen | 1964 |
|      | Hubertuskapelle                         | Geilenkirchen-Panneschopp    | St. Marien, Gillrath                                | St. Bonifatius, Geilenkirchen | 2015 |
|      | Burgkapelle Trips                       | Geilenkirchen-Schloss Trips  | St. Maria Himmelfahrt, Geilenkirchen                | St. Bonifatius, Geilenkirchen | 2010 |
|      | Marienkapelle                           | Geilenkirchen-Waurichen      |                                                     |                               | 2000 |
|      | Klosterhofkapelle                       | Heinsberg                    | St. Gangolfus, Heinsberg                            | Heinsberg/Waldfeucht          | 1772 |
|      | Gnadenkapelle                           | Heinsberg-Baumen             | St. Mariae Himmelfahrt, Utterath                    | Heinsberg-Oberbruch           | 2010 |
|      | Wegekapelle                             | Heinsberg-Boverath           | St. Lambertus, Dremmen                              | Heinsberg-Oberbruch           | 19. Jh. |
|      | Kapelle Herb                            | Heinsberg-Dremmen            | St. Lambertus, Dremmen                              | Heinsberg-Oberbruch           | um 1900 |
|      | Feldkapelle Hickeswinkel                | Heinsberg-Karken             |                                                     |                               | 1938 |
|      | Kapelle Hingen                          | Heinsberg-Karken             | St. Severin, Karken                                 | Heinsberg/Waldfeucht          | 1957 |
|      | Kapelle Stiegel                         | Heinsberg-Karken             | St. Severin, Karken                                 | Heinsberg/Waldfeucht          | 19. Jh. |
|      | Kapelle Endebruch                       | Heinsberg-Kirchhoven         | St. Hubertus, Kirchhoven                            | Heinsberg/Waldfeucht          | 1958 |
|      | Kapelle Högden                          | Heinsberg-Kirchhoven         | St. Hubertus, Kirchhoven                            | Heinsberg/Waldfeucht          | 20. Jh. |
|      | Kapelle Lümbach                         | Heinsberg-Kirchhoven         | St. Hubertus, Kirchhoven                            | Heinsberg/Waldfeucht          | 1960 |
|      | Kapelle Schuttorf                       | Heinsberg-Kirchhoven         | St. Hubertus, Kirchhoven                            | Heinsberg/Waldfeucht          | 1930 |
|      | Andachtskapelle                         | Heinsberg-Laffeld            | St. Josef, Laffeld                                  | Heinsberg/Waldfeucht          | um 1900 |
|      | Betkapelle Laffeld                      | Heinsberg-Laffeld            | St. Josef, Laffeld                                  | Heinsberg/Waldfeuch           | um 1900 |
|      | Elisabeth-Kapelle                       | Heinsberg-Lieck              |                                                     |                               | 1967 |
|      | Kapelle Kranzes                         | Heinsberg-Oberbruch          | St. Aloysius, Oberbruch                             | Heinsberg-Oberbruch           | 1895 |
|      | Kapelle Marienwinkel                    | Heinsberg-Randerath          | St. Lambertus, Randerath                            | Heinsberg-Oberbruch           | 1956 |
|      | Marienkapelle                           | Heinsberg-Scheifendahl       | St. Nikolaus, Waldenrath                            | Heinsberg/Waldfeucht          | 1889 |
|      | Quirinus-Kapelle                        | Heinsberg-Schleiden          | St. Gangolf, Heinsberg                              | Heinsberg/Waldfeucht          | 1897 |
|      | Judas Thaddäus-Kapelle                  | Heinsberg-Straeten           | St. Mariä Rosenkranz, Straeten                      | Heinsberg/Waldfeucht          | 19. Jh. |
|      | Kapelle Tetz                            | Heinsberg-Straeten           | St. Mariä Rosenkranz, Straeten                      | Heinsberg/Waldfeucht          | 19. Jh. |
|      | Marienkapelle                           | Heinsberg-Straeten           | St. Mariä Rosenkranz, Straeten                      | Heinsberg/Waldfeucht          | 2004 |
|      | Muttergotteskapelle                     | Heinsberg-Straeten           | St. Mariä Rosenkranz, Straeten                      | Heinsberg/Waldfeucht          | 1861 |
|      | Andachtskapelle                         | Heinsberg-Theberath          | St. Nikolaus, Rurkempen                             | Heinsberg/Waldfeucht          | 1935; Architekt: Peter Salm |
|      | Hubertus-Kapelle                        | Heinsberg-Uetterath          | St. Mariä Himmelfahrt, Uetterath                    | Heinsberg-Oberbruch           | 20. Jh. |
|      | Kapelle Donselener Hof                  | Heinsberg-Uetterath-Donselen | St. Mariä Himmelfahrt, Uetterath                    | Heinsberg-Oberbruch           | 19. Jh. |
|      | Muttergotteskapelle                     | Heinsberg-Uetterath-Nygen    |                                                     |                               | 1929/1930 |
|      | Marienkapelle                           | Heinsberg-Unterbruch         | St. Maria Schmerzhafte Mutter, Unterbruch           | Heinsberg/Waldfeucht          | 1963 |
|      | Kapelle zur Hl. Familie                 | Heinsberg-Vinn               | St. Hubertus, Kirchhoven                            | Heinsberg/Waldfeucht          | 1898 |
|      | Feldkapelle                             | Heinsberg-Vinn               | St. Hubertus, Kirchhoven                            | Heinsberg/Waldfeucht          | 1900 |
|      | Feldkapelle                             | Heinsberg-Waldenrath         | St. Nikolaus, Waldenrath                            | Heinsberg/Waldfeucht          | 1993 |
|      | Herz-Jesu-Kapelle                       | Heinsberg-Waldenrath-Pütt    | St. Nikolaus, Waldenrath                            | Heinsberg/Waldfeucht          | 1951 |
|      | Josefskapelle                           | Hückelhoven-Altmyhl          | St. Johann Baptist, Ratheim                         | Hückelhoven                   | 1932 |
|      | Marienkapelle                           | Hückelhoven-Baal             | St. Brigida, Baal                                   | Hückelhoven                   | Ende 19. Jh. |
|      | Annakapelle                             | Hückelhoven-Brachelen        | St. Gereon, Brachelen                               | Hückelhoven                   | 1864 |
|      | Maria-Hilf-Kapelle                      | Hückelhoven-Brachelen        | St. Gereon, Brachelen                               | Hückelhoven                   | 1879 |
|      |                                         | Hückelhoven-Brachelen        | St. Gereon, Brachelen                               | Hückelhoven                   | |
|      | Marienkapelle                           | Hückelhoven-Kleingladbach    | St. Stephanus, Kleingladbach                        | Hückelhoven                   | 1854 |
|      | Schlosskapelle                          | Hückelhoven-Rurich           | Herz Jesu, Rurich                                   | Hückelhoven                   | 16. Jh. |
|      | St. Maria                               | Selfkant-Großwehrhagen       | St. Lambertus, Höngen                               | St. Servatius Selfkant        | 1842 |
|      | Marienkapelle                           | Selfkant-Heilder             | St. Lucia, Saeffelen                                | St. Servatius, Selfkant       | 1951 |
|      | Heilig-Kreuz-Kapelle                    | Selfkant-Höngen              | St. Lambertus, Höngen                               | St. Servatius, Selfkant       | 1859 |
|      | Kapelle Maria unter den Linden          | Selfkant-Höngen              | St. Lambertus, Höngen                               | St. Servatius, Selfkant       | 1987/1988 |
|      | Josefskapelle                           | Selfkant-Höngen              | St. Lambertus, Höngen                               | St. Servatius, Selfkant       | 1926 |
|      | St. Mariä Unbefleckte Empfängnis        | Selfkant-Isenbruch           | St. Gertrud, Havert                                 | St. Servatius Selfkant        | vor 1510 |
|      | Marienkapelle                           | Selfkant-Isenbruch           | St. Gertrud, Havert                                 | St. Servatius Selfkant        | 1995 |
|      | St. Mariä Rosenkranz                    | Selfkant-Kleinwehrhagen      | St. Lambertus, Höngen                               | St. Servatius Selfkant        | 1906 |
|      | Marienkapelle                           | Selfkant-Millen              | St. Nikolaus, Millen                                | St. Servatius, Selfkant       | 16. Jh. |
|      | Marienkapelle                           | Selfkant-Saeffelen           | St. Lucia, Saeffelen                                | St. Servatius, Selfkant       | 20. Jh. |
|      | Kapelle am Dorfanger                    | Selfkant-Saeffelen           | St. Lucia, Saeffelen                                | St. Servatius, Selfkant       | 20. Jh. |
|      | Kapelle an der Grenzstraße              | Selfkant-Saeffelen           | St. Lucia, Saeffelen                                | St. Servatius, Selfkant       | 20. Jh. |
|      | Kapelle an der Lindenstraße             | Selfkant-Saeffelen           | St. Lucia, Saeffelen                                | St. Servatius, Selfkant       | 20. Jh. |
|      | St. Barbara                             | Selfkant-Schalbruch          | St. Gertrud, Havert                                 | St. Servatius Selfkant        | 1861/1862 |
|      | Marienkapelle                           | Selfkant-Stein               | St. Gertrud, Havert                                 | St. Servatius, Selfkant       | 1857 |
|      | Marienkapelle / Herkenrather Kapelle    | Selfkant-Süsterseel          | St. Hubert Süsterseel                               | St. Servatius, Selfkant       | 1883 |
|      | Marienkapelle Jungfrau der Armen        | Selfkant-Tüddern             | St. Gertrud Tüddern                                 | St. Servatius, Selfkant       | 1959/1960 |
|      | Marienkapelle                           | Selfkant-Tüddern             | St. Gertrud Tüddern                                 | St. Servatius, Selfkant       | Privatkapelle; 1997 |
|      | Muttergotteskapelle                     | Selfkant-Wehr                | St. Severin, Wehr                                   | St. Servatius, Selfkant       | 1984 |
|      | Petrus-Kapelle / Karlskapelle           | Übach-Palenberg-Palenberg    | St. Petrus, Übach-Palenberg                         | Übach-Palenberg               | 17. Jh. |
|      | Kapelle Kreuzgracht                     | Übach-Palenberg-Scherpenseel | St. Mariä Himmelfahrt, Scherpenseel                 | Übach-Palenberg               | 1958 |
|      | Ortskapelle                             | Übach-Palenberg-Siepenbusch  | St. Mariä Himmelfahrt, Scherpenseel                 | Übach-Palenberg               | 1962 |
|      | Ortskapelle                             | Übach-Palenberg-Windhausen   | St. Dionysius, Frelenberg                           | Übach-Palenberg               | 1987 |
|      | Marienkapelle                           | Waldfeucht                   | St. Lambertus, Waldfeucht                           | Heinsberg/Waldfeucht          | 1772 |
|      | Missionskreuz-Kapelle                   | Waldfeucht-Bocket            | St. Josef, Bocket                                   | Heinsberg/Waldfeucht          | 1725 |
|      | Kapelle Maria Lind                      | Waldfeucht-Braunsrath        | St. Klemens, Braunsrath                             | Heinsberg/Waldfeucht          | 1749 |
|      | Muttergotteskapelle                     | Waldfeucht-Brüggelchen       | St. Lambertus, Waldfeucht                           | Heinsberg/Waldfeucht          | 1846 |
|      | Kapelle im Grenzwald                    | Waldfeucht-Haaren            | St. Johann Baptist Haaren                           | Heinsberg/Waldfeucht          | 1960 |
|      | Kapelle Jans Klus                       | Waldfeucht-Haaren            | St. Johann Baptist, Haaren                          | Heinsberg/Waldfeucht          | 1888 |
|      | Kapelle am Kluser Kirchweg              | Waldfeucht-Haaren            | St. Johann Baptist, Haaren                          | Heinsberg/Waldfeucht          | 1962 |
|      | Kapelle am Driesch                      | Waldfeucht Haaren            | St. Johann Baptist, Haaren                          | Heinsberg/Waldfeucht          | 1933 |
|      | Kapelle am Haaser Driesch               | Waldfeucht-Haaren            | St. Johann Baptist, Haaren                          | Heinsberg/Waldfeucht          | 1945 |
|      | Kapelle Heerstraße                      | Waldfeucht Haaren            | St. Johann Baptist, Haaren                          | Heinsberg/Waldfeucht          | 1967 |
|      | Kapelle am Zehntweg                     | Waldfeucht-Haaren            | St. Johann Baptist, Haaren                          | Heinsberg/Waldfeucht          | Anfang 20. Jh. |
|      | Kapelle am Paulisweg                    | Waldfeucht-Haaren            | St. Johann Baptist, Haaren                          | Heinsberg/Waldfeucht          | 1856/1857 |
|      | Hontem-Kapelle                          | Waldfeucht-Hontem            | St. Klemens, Braunsrath                             | Heinsberg/Waldfeucht          | 20. Jh. |
|      | Dorfkapelle Löcken                      | Waldfeucht-Löcken            | St. Klemens, Braunsrath                             | Heinsberg/Waldfeucht          | 19. Jh. |
|      | Kapelle Talstraße                       | Waldfeucht-Obspringen        | St. Lambertus, Waldfeucht                           | Heinsberg/Waldfeucht          | 1945 |
|      | Wegekapelle                             | Waldfeucht-Selsten           | St. Klemens, Braunsrath                             | Heinsberg/Waldfeucht          | 1873 |
|      | Marienkapelle                           | Wassenberg                   | St. Mariä Himmelfahrt, Wassenberg                   | Wassenberg                    | 1989 |
|      | Birgelener Pützchen                     | Wassenberg-Birgelen          | St. Lambertus, Birgelen                             | Wassenberg                    | 1860 |
|      | Schlosskapelle Elsum                    | Wassenberg-Birgelen          | St. Lambertus, Birgelen                             | Wassenberg                    | 1876 |
|      | Friedhofskapelle Birgelen               | Wassenberg-Birgelen          | St. Lambertus, Birgelen                             | Wassenberg                    | 1870 |
|      | Andachtskapelle Effeld                  | Wassenberg-Effeld            | St. Martin, Steinkirchen-Effeld                     | Wassenberg                    | 1750 |
|      | Betkapelle Forst                        | Wassenberg-Forst             | St. Georg, Wassenberg                               | Wassenberg                    | 1883 |
|      | Andachtskapelle Myhl                    | Wassenberg-Myhl              | St. Johannes Baptist, Myhl                          | Wassenberg                    | 1902 |
|      | Wegekapelle Myhl                        | Wassenberg-Myhl              | St. Johann Baptist, Myhl                            | Wassenberg                    | 1965 |
|      | Wegekapelle                             | Wassenberg-Ohe               | St. Georg, Wassenberg                               | Wassenberg                    | 1875 |
|      | Betkapelle                              | Wassenberg-Ophoven           | St. Mariä Himmelfahrt, Ophoven                      | Wassenberg                    | um 1900 |
|      | Wegekapelle                             | Wassenberg-Ophoven           | St. Mariä Himmelfahrt, Ophoven                      | Wassenberg                    | um 1900 |
|      | Heilig-Geist-Kapelle                    | Wassenberg-Oirsbeck          | St. Martin, Orsbeck                                 | Wassenberg                    | 2004 |
|      | Ortskapelle                             | Wegberg-Arsbeck              | St. Adelgundis, Arsbeck                             | Wegberg                       | 1980 |
|      | Brigidakeplle                           | Wegberg-Berg                 | St. Peter und Paul, Wegberg                         | Wegberg                       | 1870 |
|      | Laurentiuskapelle                       | Wegberg-Busch                | St. Peter und Paul, Wegberg                         | Wegberg                       | 1860 |
|      | Josefskapelle                           | Wegberg-Dalheim-Rödgen       | St. Rochus, Dalheim-Rödgen                          | Wegberg                       | 1963 |
|      | Kapelle Zur Schmerzhaften Muttergottes  | Wegberg-Gripekoven           | St. Vinzenz, Beeck                                  | Wegberg                       | 1769 |
|      | Wallfahrtskapelle Mariä Heimsuchung     | Wegberg-Holtum               | St. Vincentius Beeck                                | Wegberg                       | 1644 |
|      | Katharinen-Kapelle                      | Wegberg-Isengraben           | St. Rochus Rath,-Anhoven                            | Wegberg                       | 19. Jh. |
|      | Antonius-Kapelle                        | Wegberg-Kehrbusch            | St. Rochus, Rath-Anhoven                            | Wegberg                       | 1806 |
|      | Heilig-Kreuz-Kapelle                    | Wegberg-Kipshoven            | St. Vinzenz, Beeck                                  | Wegberg                       | 1492 |
|      | Brigida-Kapelle                         | Wegberg-Klinkum              | Zur Heiligen Familie, Klinkum                       | Wegberg                       | 1913 |
|      | Friedhofskapelle                        | Wegberg-Merbeck              | St. Maternus, Merbeck                               | Wegberg                       | 1903 |
|      | Kapelle Maternusstraße                  | Wegberg-Merbeck              | St. Maternus, Merbeck                               | Wegberg                       | 1908 |
|      | Kapelle Hallerstraße                    | Wegberg-Merbeck              | St. Maternus, Merbeck                               | Wegberg                       | 1908 |
|      | Kapelle Ringstraße                      | Wegberg-Merbeck              | St. Maternus, Merbeck                               | Wegberg                       | 1909 |
|      | Kriegerdenkmal-Kapelle                  | Wegberg-Merbeck              | St. Maternus, Merbeck                               | Wegberg                       | 1909 |
|      | Kapelle Hl. Franz von Assisi            | Wegberg-Moorshoven           | St. Vinzenz, Beeck                                  | Wegberg                       | 1746 |
|      | Rochus-Kapelle                          | Wegberg-Rath-Anhoven         | St. Rochus, Rath-Anhoven                            | Wegberg                       | 19. Jh. |
|      | Kapelle St. Antonius von Padua          | Wegberg-Schönhausen          | St. Vinzenz, Beeck                                  | Wegberg                       | 1971 |
|      | Kapelle Hl. Leonhard und Georg          | Wegberg-Schwaam              | St. Mariä Himmelfahrt, Rickelrath                   | Wegberg                       | 2013 |
|      | Ulrichkapelle                           | Wegberg-Tüschenbroich        | Heilig-Geist, Tüschenbroich                         | Wegberg                       | 1640 |
|      | Barbara-Kapelle                         | Wegberg-Uevekoven            | St. Peter und Paul, Wegberg                         | Wegberg                       | 1903/1904 |
|      | Klara- und Franziskuskapelle            | Wegberg-Watern               | St. Peter und Paul, Wegberg                         | Wegberg                       | 1993 |
|      | Marienkapelle                           | Wegberg-Wildenrath           | St. Johann Baptist Wildenrath                       | Wegberg                       | 1964 |
|      | Johannis-Kapelle                        | Wegberg-Wildenrath           | St. Johann Baptist Wildenrath                       | Wegberg                       | 1873 |